# Netwerkcorruptie
Netwerkcorruptie is een term geïntroduceerd door Willeke Slingerland in haar proefschrift Network corruption: When social capital becomes corrupted (2018). Het gaat om een vorm van corruptie waarbij een actor (het individu of de instelling) geen direct voordeel geniet, geldelijk of anderszins, maar andere actoren in het netwerk allicht wel, op lange termijn resulterend in indirecte voordelen voor de actor. Het is te onderscheiden van corrupte netwerken, waar willens en wetens directe voordelen worden genoten of gunsten worden geruild.
Er is op zich geen algemeen aanvaarde definitie van corruptie. Een bekende definitie wordt gehanteerd door de Wereldbank en Transparency International: "Corruptie is het misbruik van toevertrouwde macht voor persoonlijk gewin". Voor haar onderzoek definieerde Slingerland corruptie als: "Toestaan dat oneigenlijke belangen besluitvorming beïnvloeden ten koste van het algemeen belang". 
Ze definieert netwerkcorruptie als 
Informal collective cooperation in which professional roles are misused for network interests to such an extent that the dominant norm is that of generalised reciprocity, leading to the exclusion of others, while the members' awareness of their network is reflected in their common attitude.
(Informele collectieve wijze van samenwerken, waarbinnen professionele rollen worden misbruikt om netwerkbelangen te dienen, en dit op zodanige wijze, dat er een algemene norm van complete wederkerigheid ontstaat, die weer leidt tot het uitsluiten van anderen, terwijl de leden zich bewust zijn van hun netwerk, wat blijkt uit hun gemeenschappelijke houding.)
Of anders gezegd, netwerkcorruptie ontstaat wanneer binnen een groep waarden als loyaliteit, solidariteit en wederkerigheid de norm worden, dus wanneer besluiten genomen worden binnen gesloten, zichzelf-bevestigende netwerken. Typische kenmerken zijn het niet horen van kritiek van wie niet tot het netwerk hoort, het uitsluiten uit het netwerk van wie kritiek levert, en het handhaven van een netwerk van gelijkgestemden, die dezelfde taal spreken. Dit resulteert dan in het toekennen van commerciële opdrachten aan steeds dezelfde, vertrouwde bedrijven, het zo lang mogelijk negeren van opdoemende problemen, het waar enigszins mogelijk vergoelijken of toedekken van fouten door of schandalen betreffende netwerkgenoten, het onmogelijk maken van werkelijke inspraak door burgers, en uiteindelijk het verlies van vertrouwen onder burgers in de politiek.
Actoren in het netwerk hoeven niet zelf op te merken dat er iets niet goed gaat ("ik houd me toch aan de wet" of "ik overtreed de gedragscode toch niet") en ontlenen juist hun identiteit aan het netwerk van gelijkgestemden. Vaak is netwerkcorruptie niet makkelijk op te sporen of te vervolgen, omdat wetten de nadruk leggen op het individu.
Netwerkcorruptie is niet alleen een probleem in Nederland, maar ook in andere landen waar grove, pure corruptie onder de duim gehouden wordt, zoals de Scandinavische landen.